# Табан (Будимпешта)
Табан (Српска варош) је стари део Будима који се простире у долини између Будимске тврђаве и Гелертовог брда (Ђерзелеза), где су некада живели Срби.
Назив потиче од турске речи табак-хане, што указује на штављаче коже. Будим су још пре Велике сеобе Срба под вођством патријарха Арсенија Чарнојевића насељавали српски трговци и занатлије које су се бавиле израдом коже.

## Историја
Поред познатог Рацког купатила и гостионице „Код златног јелена“ Табан је био познат по лепоти и раскоши српског православног катедралног храма који је подигнут 1697. године у част Светог Димитрија Солунског, али је касније славио празник Силазак Светог Духа. Дана 3. јуна 1751. године освећена је нова, монументална барокна црква по нацрту архитекте Адама Мајерхофера. Дуборез иконостаса урадио је Антоније Михић, а иконе иконостаса је осликао Василије Остојић.
На дан 5. септембра 1810. године у Табану је избио велики пожар у којем је страдала и унутрашњост српске саборне цркве.
Године 1824. новосадски сликар Арсеније Теодоровић завршио је осликавање иконостаса.
Дунав је 1838. поплавио Табан, а тада је ниво воде у цркви достигао 110 cm, али иконостас није страдао. 1898. године храм је поново обновљен. Српска саборна црква у Табану је озбиљно оштећена за време Другог светског рата. Иако је иконостас остао без веће штете, српска црква је ипак порушена 1949. године „у част“ 70. рођендана Стаљина.
На месту некадашње цркве данас кривудају серпентине Моста Ержебет, у правцу Улице Хеђалја.
Старо Табанско српско гробље преорано је 1930. године, одлуком градског савета у Будимпешти. Био је дат рок потомцима ту сахрањених Срба, да сами пренесу кости својих предака на друго место. Матица Српска је прва реаговала бринући се о остацима славних и заслужних будимских Срба. Они чији посмртни остаци нису склоњени, стављени су у једну заједничку гробницу. Посмртни остаци заслужних 35 Срба пренети су на удаљено Фаркашретско гробље, а њихови надгробни споеници пренети у порту будимске српске православне цркве.
Епископи будимски резидирали су у палати у Будиму у Дебрентеијевој улици бр. 14 коју је подигао 1897. године патријарх Георгије Бранковић. Раскошно двоспратно здање са грбом Епархије будимске, пројектовао је најпознатији српски архитекта у Угарској тога доба, Владимир Николић. Зграда је за време Другог светског рата оштећена, 1952. подржављена, а 1955. срушена.
Позната гостионица "Код златног јелена“ била је у рукама уваженог будимског адвоката и великог српског родољуба Симе Игњатовића, стрица књижевника Јакова Игњатовића. Она је прве половине 19. века била право стециште српских књижевника. Чест гост куће „Код златног јелена“ био је Вук Стефановић Караџић, пештански романописац Милован Видаковић, песник Сима Милутиновић Сарајлија, песник и сликар Јован Пачић и српско-мађарски песник Михаило Витковић.
Романтични Табан са кривудавим улицама, сићушним трговима, нахереним кућерцима, цветним баштама и бројним кафанама 30-их година 20. века је порушен. Његову успомену данас чувају акварели познатог мађарског сликара Ерне Зорада.
Данас је Табан насеље у оквиру I градског округа.